# Valtické vinné trhy
Valtické vinné trhy je každoroční výstava a přehlídka vín, která se koná vždy počátkem května ve valtické zámecké jízdárně. Na tuto vinařskou slavnost každoročně přijíždí více než 4 000 návštěvníků, kteří mohou ochutnat vzorky nejkvalitnějších vín z celé České republiky a také ze zahraničí. 
Vinné trhy ve Valticích mají dlouholetou tradici, první ročníky se konaly již na sklonku devatenáctého století. Novodobá historie Valtických vinných trhů se začala psát v roce 1967, kdy byl uspořádán I. ročník prestižní vinařské soutěže v současné podobě. Vína jsou na oceňována v několika kategoriích. Porota uděluje v každé kategorii nebo každé odrůdě vína jen jedinou zlatou, stříbrnou a bronzovou medaili. Získaná ocenění – např. pohár Champion Valtických vinných trhů – jsou mezi vinaři velmi vysoce hodnocena[zdroj?].